# تولکی تپه
تولکی تپه مربوط به دوره ساسانیان -قرن ۷ و ۸ ه.ق است و در شهرستان خدابنده، بخش سجاسرود، روستای سرین دره واقع شده و این اثر در تاریخ ۱۷ اسفند ۱۳۸۱ با شمارهٔ ثبت ۷۷۲۸ به‌عنوان یکی از آثار ملی ایران به ثبت رسیده است.